# Sipunculidea
Sous-classe
Synonymes
- Gepyhrea[2]
- Sipuncula Rafinesque, 1814[2]
- Sipunculidea[2]
- Sipunculoidea[2]
- embranchement Sipunculida Rafinesque, 1814 (préféré par BioLib)[2]

Les Sipunculidea sont une sous-classe de vers marins siponculiens.

## Liste des ordres
Selon ITIS :
- ordre Golfingiiformes (E. Cutler & Gibbs, 1985)
- ordre Sipunculiformes (E. Cutler & Gibbs, 1985)

## Publication originale
- Cutler & Gibbs, 1985 : A Phylogenetic Analysis of Higher Taxa in the Phylum Sipuncula. Systematic Biology, vol. 34, n. 2, pp. 162–173 (introduction) (en).